# Tantrix
Tantrix és un joc abstracte per a enfrontar entre dos i quatre jugadors que intenten fer la línia més llarga del seu color. Desenvolupa l'estratègia i la concepció de l'espai i consisteix a unir peces en forma d'hexàgon de manera lliure seguint el dibuix que hi ha representat al seu damunt.

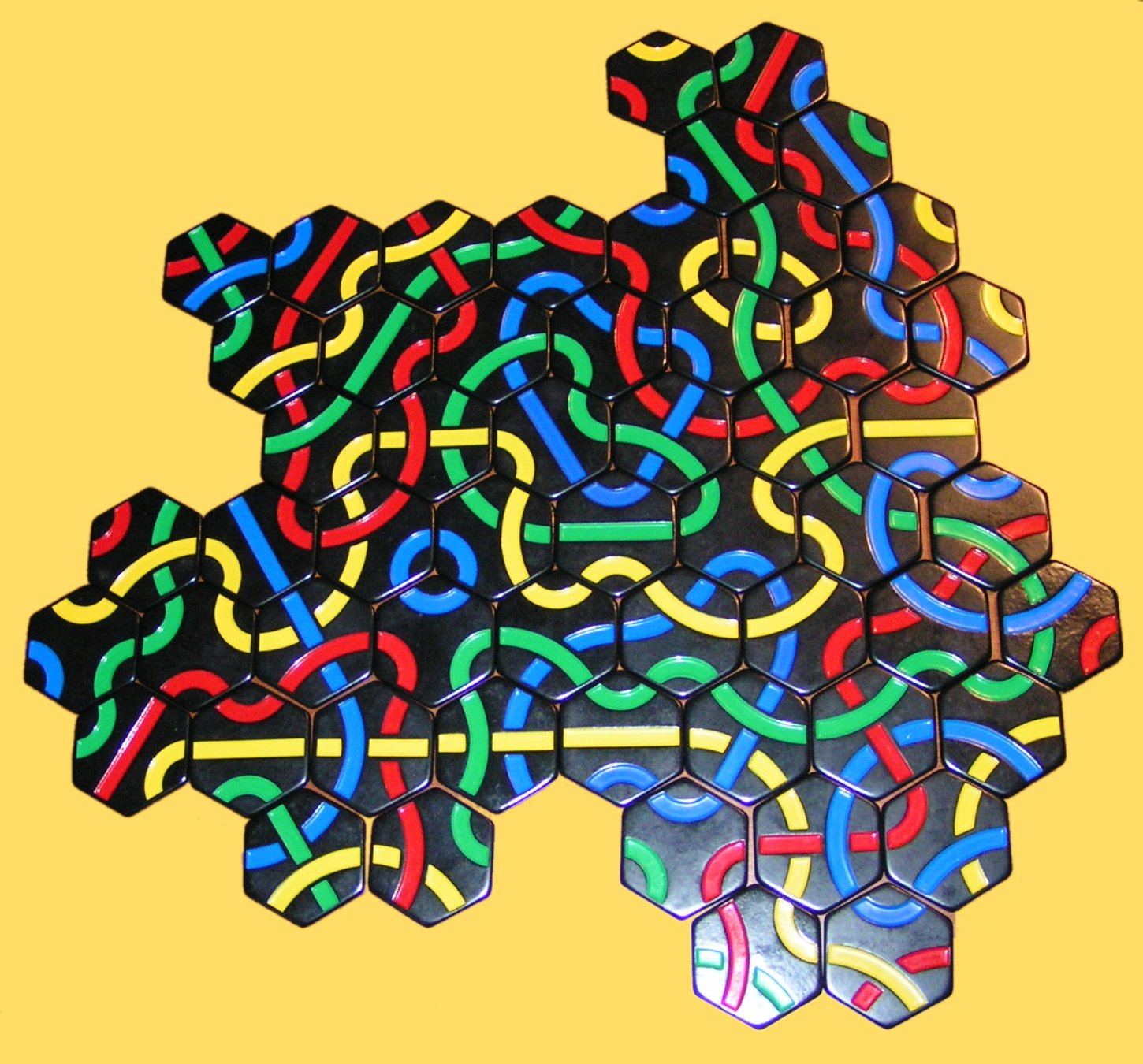
Exemple de partida acabada de Tantrix

## Desenvolupament del joc
Cada jugador tria un color (vermell, groc, verd o blau) i comptarà un punt per cada casella de la línia més llarga d'aquella tonalitat que hi hagi en acabar la partida. Té sis peces hexagonals que ha de col·locar de manera que segueixin els dibuixos de les ja col·locades. Al seu torn, intenta posar en joc les màximes peces possibles i renova les fitxes de la pila general al final. Cada peça de les 56 totals té un dibuix diferent amb tres fragments de línia, de forma que segons com es posin formaran unes figures o altres i es podran fer línies llargues o més curtes (tancant les línies dels adversaris en cercles, per exemple). Hi ha restriccions a les jugades, com per exemple jugades forçades (si només una peça encaixa dins del disseny del tauler, s'ha de tirar primer aquella).

## Fitxes disponibles
En la versió estàndard hi ha cinc tipus de configuració de fitxa, que amb les variants per incloure els quatre colors arriben fins a les 56 peces que es juguen en una partida. Es van canviar algunes peces de la versió inicial perquè dificultaven molt el joc, en forçar determinades jugades. Eliminant part de les interseccions, es va augmentar el component d'estratègia del joc.
Les configuracions disponibles són: 
- peces de vèrtex: la fitxa presenta un arc semicircular de forma que hi ha tres U o línies corbes mirant cap enfora, sense que toquin mai a una cantonada de l'hexàgon
- peces bàsiques: hi ha una línia recta d'un color enmig de l'hexagon i dues U a dalt i a baix d'altres dos colors diferents
- peces perpendiculars: a la línia horitzontal recta de la peça baixa se li superposen dues corbes en vertical, una pel darrere i una pel davant
- peces creuades: una fitxa inclou una U a la part superior i dues corbes entrecreuades a la inferior.
- peces en X: a sobre de la línia horitzontal es forma una X amb línies rectes que la creuen, una pel davant i una pel darrere

Les fitxes es poden col·locar en qualsevol direcció sempre que respectin les restriccions de colors.

## Versions
El joc va ser creat en 1988 per Mike McManaway amb peces que només tenien dues línies de dos colors. La versió ampliada de 1991, que és la que es juga actualment, va incorporar els altres dos colors per permetre enfrontar fins a quatre jugadors de manera simultània.
Hi ha altres versions del joc, com la que permet convertir-lo en un solitari, una en tres dimensions i una edició on s'han de completar rutes prefixades. Existeix també una versió on line de Tantrix. Es poden encadenar partides per fer un campionat, el més cèlebre dels quals es juga a Austràlia i segueix el sistema de puntuació Elo.
Un joc derivat és el Palago, del mateix creador, on només hi ha dos colors i totes les fitxes són idèntiques, de manera que és la forma de col·locar-les el que determina l'èxit final.